# Samuel B. Hill (político de Ohio)
Samuel B. Hill nació en 1862 en Xenia, Ohio, fue maestro, administrador escolar y legislador estatal en Ohio, por el partido republicano.
Sirvió en la Cámara de Representantes de Ohio en 1894 y 1896.
Dentro del condado de Greene. Asistió a las escuelas públicas de la localidad y obtuvo una educación que le permitió convertirse en maestro. 
Comenzó su carrera docente en Carthage, Indiana, y luego regresó a Xenia, donde también enseñó. En 1884, Hill aceptó el puesto de director de las escuelas públicas de Lockland en Cincinnati, y ocupó esa posición durante nueve años.
Posteriormente, incursionó en el ámbito político al trabajar como empleado en la oficina del auditor de Cincinnati. Desempeñó ese cargo hasta 1893, cuando fue elegido para formar parte de la Legislatura de Ohio. 
Durante su mandato en la 71.ª Asamblea General, Hill participó activamente en el Comité del Asilo para Ciegos, el Comité de Escuelas Comunes y el Comité del Hogar de Trabajo para Ciegos.